# Open Source Initiative

OSI logo

La Open Source Initiative è un'organizzazione dedicata a promuovere software open source. È stata fondata nel febbraio 1998 da Bruce Perens e Eric S. Raymond, quando la Netscape Communications Corporation pubblicò il codice sorgente del suo prodotto principale, Netscape Communicator, come free software a causa della progressiva riduzione dei margini di profitto e della competizione con il programma Internet Explorer di Microsoft.
Raymond era presidente dalla sua fondazione fino a febbraio 2005; Russ Nelson lo sostituì per un mese, ma dopo qualche controversia si dimise e Michael Tiemann divenne il presidente provvisorio.
La frase open source initiative ("iniziativa per il sorgente aperto") è utilizzata anche dal consorzio ObjectWeb per differenziare gli sforzi riguardo alla vendita rispetto ai progetti open source. Un esempio di un'iniziativa open source è la ESB initiative inglobata nel ObjectWeb nel giugno 2004.
È membro dell'Istituto europeo per le norme di telecomunicazione (ETSI).

## Storia
Il movimento è stato formalmente lanciato nel 1998 da Jon "maddog" Hall, Larry Augustin, Eric S. Raymond, Bruce Perens, ed altri. Raymond è probabilmente l'unica persona che più si identifica col movimento; era e rimane il suo teorico principale ma non ambisce a guidarlo verso una qualsiasi direzione da lui scelta. Il movimento open source è guidato da un largo collegio di anziani che include Raymond, i suoi co-fondatori, e altre persone importanti come Linus Torvalds, Larry Wall, e Guido van Rossum.
I fondatori non erano soddisfatti di quello che vedevano nell'atteggiamento provocatore del movimento del software libero e preferivano sostenere il software libero esclusivamente dal punto di vista della superiorità tecnica (un tentativo fatto in precedenza da Raymond col suo saggio La cattedrale e il bazaar). Si sperava che l'open source e la propaganda ad esso associata sarebbe diventato un argomento più persuasivo per i business. Il commento di Raymond fu:
(Cygnus Support aveva già seguito esattamente questo approccio per molti anni, ma non l'aveva reso pubblico.)
Il gruppo adottò la Open Source Definition per il software open source, basata sulle Debian Free Software Guidelines (in italiano: Le linee guida per il software libero Debian), che a sua volta era basato sulla The Free Software Definition. Loro hanno anche stabilito l'Open Source Initiative (OSI) come un'organizzazione per dirigire il movimento. Comunque, non riuscirono a fornire un marchio per l'open source, per legittimare il termine ed evitare l'abuso del termine. Sebbene questo, l'OSI ha sviluppato un'influenza considerevole nella sfera aziendale ed è stato capace di limitare gli abusi del termine entro un limite tollerabile anche se con molti sforzi. Con la Free Software Foundation (FSF), è diventata una delle due organizzazioni di supporto per la comunità hacker.
Il periodo iniziale del movimento open source coincide con (e in parte si sviluppa assieme) al boom dot-com del 1998-2000 e ha visto una grande crescita in popolarità di Linux e la formazione di molte compagnie a favore dell'open source. Il movimento ha anche catturato l'attenzione della tradizionale industria del software, arrivando ad offerte di software open source da famose compagnie software come Corel (Corel Linux), Sun Microsystems (OpenOffice.org), e IBM (OpenAFS). Fino a quando il boom del punto-com non si esaurì nel 2001, molte delle prime speranze dei sostenitori dell'open source si erano realizzate e il movimento ha continuato a rafforzarsi anche nella recessione del taglio dei costi del periodo 2001-2003.

## Halloween Documents
Il Termine open source riscosse molto più interesse da parte della stampa dal 1998 al 2000, sebbene fosse spesso frainteso. Molte imprese si aprirono al pensiero di un sistema operativo alternativo open source. L'Open Source Initiative divenne così importante che Microsoft pubblicò dei memo interni, i cosiddetti Halloween Documents, che delineavano Microsoft come un contendente di Linux e che suggerivano molti metodi per eliminare la minaccia del software open source.

## Relazioni con il movimento per il software libero
Sin dal suo inizio, il movimento open source è stata una questione controversa nella comunità hacker. È spesso considerato una derivazione del movimento per il software libero che sostiene il software open source come un modo diverso di vedere il software libero, principalmente da un punto di vista più pragmatico che filosofico. Alcuni dei suoi fondatori dichiararono profondi radici storiche, tracciando una visione storica del movimento e sostenendo che il suo vero inizio precede di molto il termine "open source", arrivando fino alle pratiche popolari dell'inizio di ARPANET e delle comunità Unix e dei primi gruppi hacker come il Tech Model Railroad Club.
Richard Stallman, parlando invece della Free Software Foundation (FSF), ha criticato la motivazione dell'invenzione del nuovo termine Open Source. Secondo lui, il punto centrale prettamente pragmatico dell'iniziativa distrae gli utenti dalle questioni più importanti di ambito morale e dalla libertà offerta dal software libero, offuscando la distinzione tra software semi-libero o totalmente proprietario. Stallman descrive il software libero e l'Open Source Initiative come campi politici separati nella stessa comunità del software libero e dice:
I fondatori dell'Open Source Initiative sostengono che la visione dell'FSF di questa nuova iniziativa, percepita come una sorta di partito politico anti-FSF, riflette piuttosto le preoccupazione proprie dell'FSF riguardo all'ideologia se non al comportamento. I sostenitori dell'Open Source si sono raccolti per la difesa del software libero nei tempi di crisi, come durante l'intenso attacco di Microsoft alla GNU GPL nel 2001; entrambi i gruppi lottarono assieme contro il processo SCO che attaccò il kernel Linux nel 2003. Non c'è una stretta differenza tra i due movimenti, infatti molte persone si identificano per certi aspetti in entrambi, sebbene alcuni (come Stallman) sposano solo una delle due filosofie.
Le tensioni tra le due comunità si sono occasionalmente esacerbate dall'abitudine, della stampa ma anche di molti altri, di descrivere le loro differenze più come un dramma personale tra Stallman e le persone importanti dell'open source come Raymond o Torvalds.
In pratica, le definizioni operative del software libero e del software open source sono quasi equivalenti. Le liste di licenze accettate mantenute dalla FSF e dal OSI sono abbastanza simili, differendo in particolare solo in casi limite come la prima versione dell'Apple Public Source License e dell'Artistic License. I membri dei movimenti per il software libero e per l'open source di solito non hanno problemi a cooperare in progetti software comuni.
"Open source contro il software libero" si aggiunge alla lista delle divisioni filosofiche tra gli hacker, vicini alle battaglie per gli editor e alla divisione fra KDE e GNOME.
Alcuni autori, quando parlano assieme di questi movimenti, utilizzano altri termini diversi da software open source e software libero per cercare di descrivere l'unione dei due concetti. Questi altri termini includono open source software/free software (OSS/FS), free/open source software (FOSS), e free-libre/open source software (FLOSS).

## Membri
Gli attuali membri direttivi sono:
- Catharina Maracke (Chair)
- Thierry Carrez (Vice Chair)
- Amanda Brock
- Justin Colaninno
- Pamela Chestek
- Aeva Black (Secretary)
- Tracy Hinds (Treasurer)
- Josh Berkush
- Carlo Piana

Membri direttivi del passato:
- Deborah Bryant
- Molly de Blanc
- Richard Fontana
- Patrick Masson
- Mike Milinkovich
- Simon Phipps (ex Presidente)
- Allison Randal (Presidente)
- Joshua Simmons
- Carol Smith
- Paul Tagliamonte
- Italo Vignoli
- Matt Asay
- Brian Behlendorf
- L. Peter Deutsch
- Ken Coar
- Danese Cooper
- Chris DiBona
- Karl Fogel
- Rishab Aiyer Ghosh
- Mike Godwin
- Harshad Gune
- Leslie Hawthorn
- Joi Ito
- Jim Jagielski
- Fabio Kon
- Raj Mathur
- Martin Michlmayr
- Ian Murdock
- Russ Nelson (ex Presidente)
- Nnenna Nwakanma
- Andrew C. Oliver[4]
- Bruce Perens
- Eric S. Raymond (ex Presidente)
- Guido van Rossum
- Chip Salzenberg
- Tim Sailer
- Alolita Sharma
- Bruno Souza
- Michael Tiemann (ex Presidente)
- Luis Villa
- Tony Wasserman
- Sanjiva Weerawarana
- Stefano Zacchiroli

## Movimenti open source correlati
- DEF CON, USA.
- MyOSS, Malaysia.